# Chaîne Pocumtuck
La chaîne Pocumtuck (Pocumtuck Range ou Pocumtuk Ridge en anglais) est le chaînon le plus septentrional de Metacomet Ridge, une longue arête rocheuse des Appalaches qui traverse le sud de la Nouvelle-Angleterre sur 160 kilomètres de long. Située dans le comté de Franklin, au Massachusetts, entre le fleuve Connecticut et la rivière Deerfield, la chaîne Pocumtuck est une destination populaire pour la pratique de la randonnée pédestre, réputée pour ses longues falaises, le panorama qu'elle offre, son microclimat ainsi que sa faune et sa flore variées.

## Toponymie

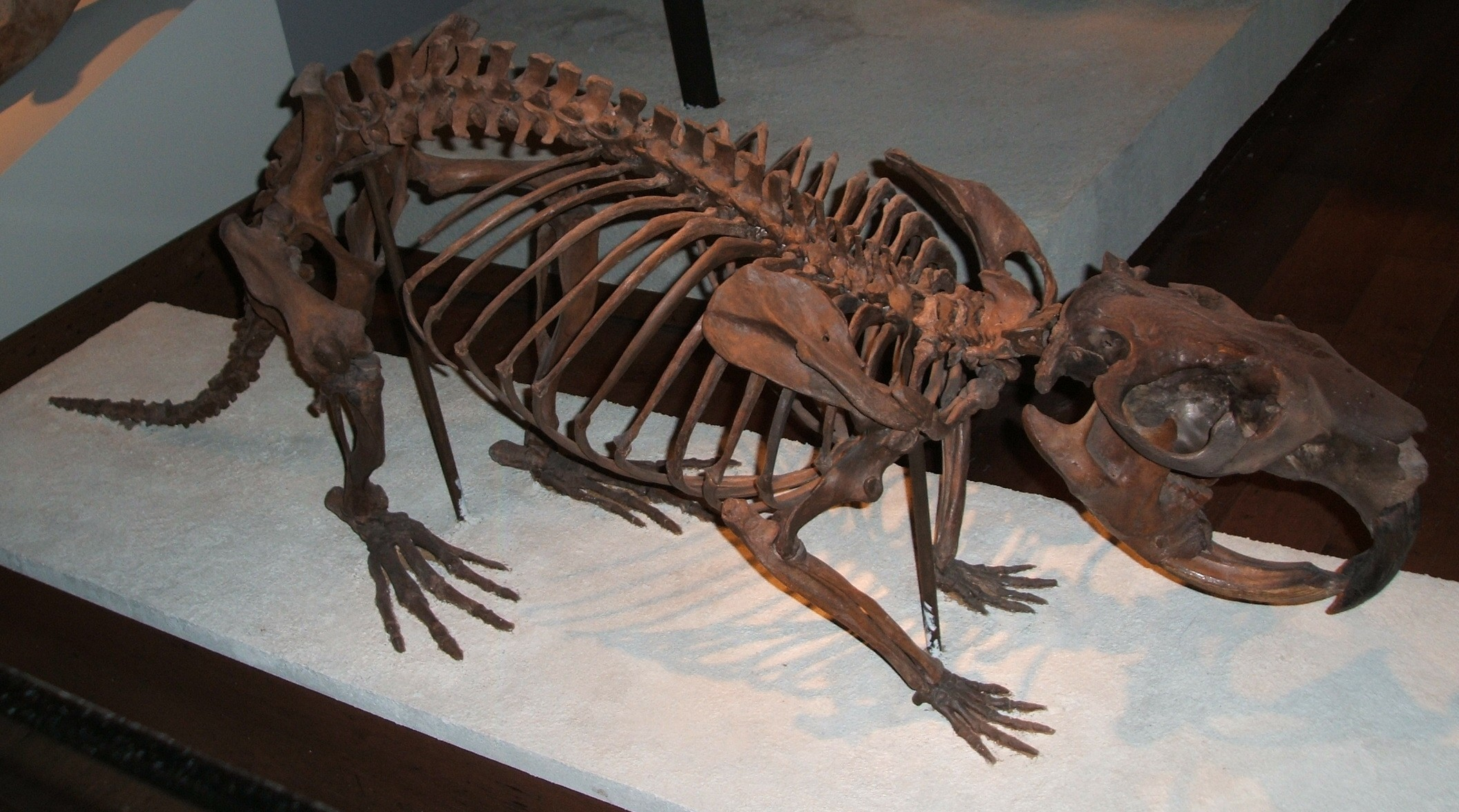
Le castor géant du Nebraska préhistorique pourrait être à la base de la légende du Pocumtuck.

Pocumtuck, également orthographié Pocomtuc, est le nom d'une tribu amérindienne éteinte qui vivait dans la région avant la fin du XVIIIe siècle. Selon les légendes attribuées à la tribu, la chaîne Pocumtuck et en particulier Sugarloaf Mountain sont les restes d'un castor géant mangeur d'homme tué par l'esprit du rocher géant Hobbomock (ou Hobomock) — celui-là même qui est à l'origine de la déviation du cours du fleuve Connecticut vers l'est au niveau de Middletown et qui fut puni et contraint à un sommeil éternel sous la forme du Sleeping Giant, le « géant endormi », une hauteur de Metacomet Ridge dans le sud du Connecticut. Les Pocomtucs croyaient prétendument que le castor vivait dans un grand lac censé avoir existé dans la vallée du fleuve Connecticut au Massachusetts

« Le castor géant, dont l'étang débordait du bassin du mont Tom, faisait des ravages parmi les populations de poissons et, quand ses pêches étaient infructueuses, il venait à terre et dévorait les Indiens. Un pow-wow se tint alors et Hobbomock apparut pour venir à leur secours. Armé d'une longue perche, il traversa la rivière à gué jusqu'à ce qu'il déniche le castor et, aussitôt, le pourchassa si vigoureusement que celui-ci chercha à s'échapper en creusant dans le sol. Hobbomock comprit son plan et, avec sa longue perche, enfonça la tête du castor. Le relief constitué au-dessus de sa tête s'appelle désormais Sugarloaf, son corps [Pocumtuck Ridge] se trouvant au nord. »

— Deacon Phinehas Field, History and Proceedings of the Pocumtuck Valley Memorial Association
Un grand nombre de versions différentes existent pour cette histoire, toutes à peu près identiques. Il semble exister une part de vérité scientifique dans certains de ces contes. Par exemple, le grand lac supposé avoir abrité le castor géant pourrait être identifié comme le lac post-glaciaire Hitchcock qui a existé il y a 10 à 15 000 ans entre Burke et New Britain. En outre, à cette époque vivait un animal préhistorique, le castor géant du Nebraska, poussé par l'avancée glaciaire jusqu'en Floride, au sud. Il était aussi large qu'un ours noir, pouvant peser jusqu'à 200 kilogrammes, et avait des dents aussi longues que des bananes. Une légende similaire, à propos du meurtre d'un castor géant par un esprit-protecteur nommé Glooscap puis l'intégration du corps au sein du paysage, se rencontre parmi le peuple micmac en Nouvelle-Écosse.

## Géographie

### Situation

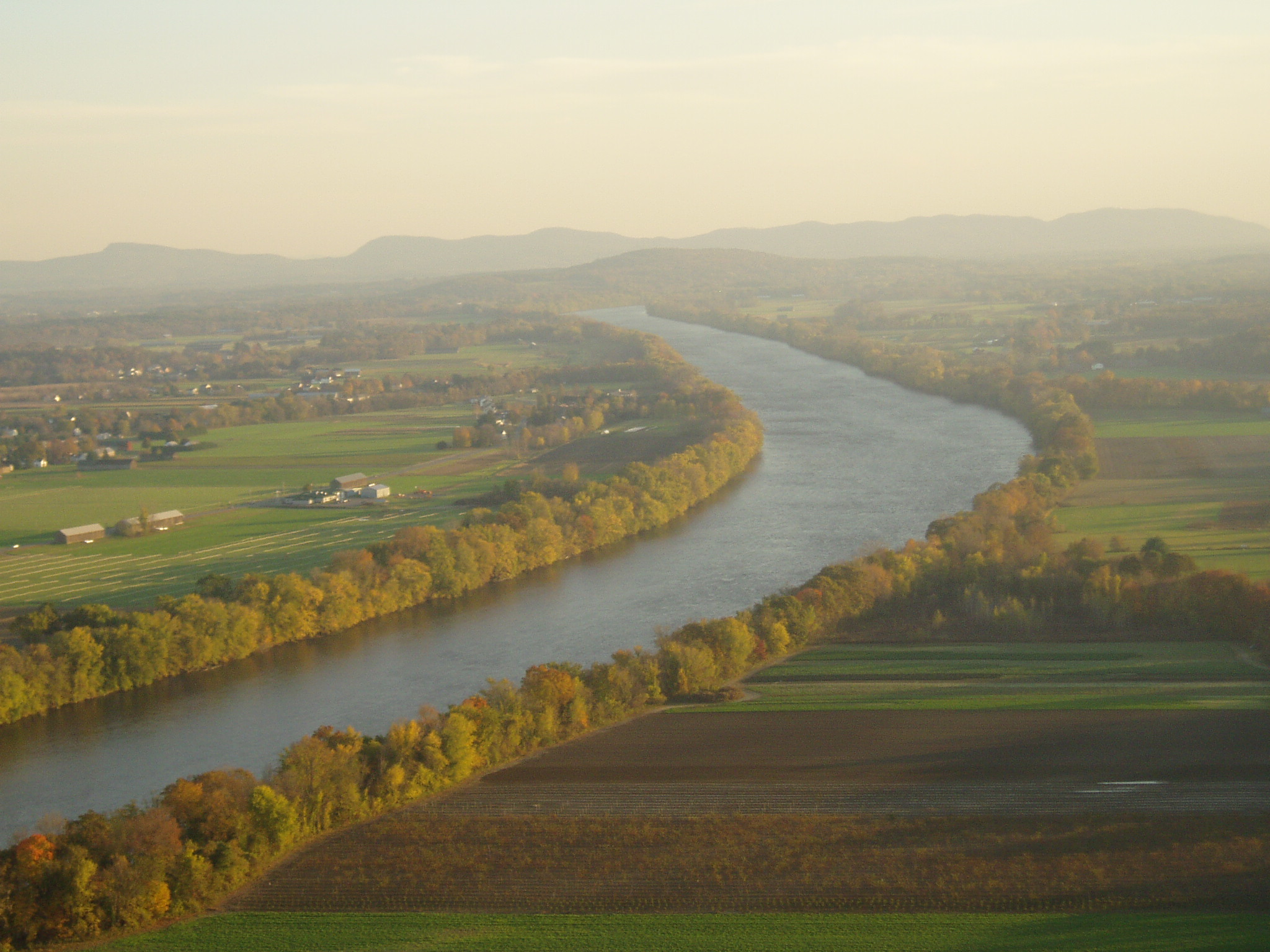
Vue du fleuve Connecticut et de la chaîne Holyoke (arrière-plan) depuis le pic Sud de Sugarloaf Mountain.

La chaîne Pocumtuck constitue l'extrémité septentrionale de Metacomet Ridge, une longue arête rocheuse des Appalaches qui traverse le sud de la Nouvelle-Angleterre sur 160 kilomètres de long. Le chaînon se situe dans le comté de Franklin, au Massachusetts, entre le fleuve Connecticut et la rivière Deerfield. Il s'étend selon un axe nord-sud sur 18 kilomètres de long, de Greenfield à Deerfield, pour 2,8 kilomètres à son point le plus large.

### Topographie

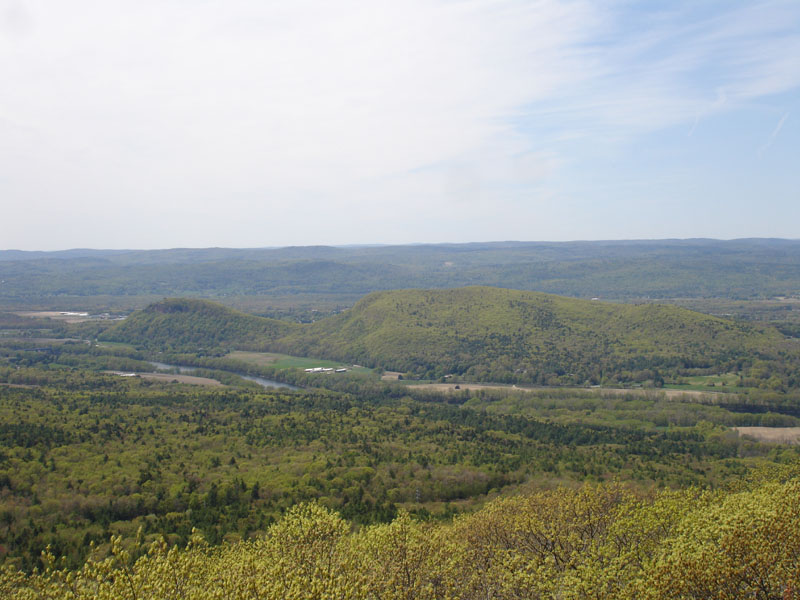
Vue depuis le mont Toby sur Sugarloaf Mountain, censée être selon la légende amérindienne les restes du corps d'un castor géant tué par un esprit.

La chaîne Pocumtuck est formée de trois parties. Au nord, Rocky Mountain (ou Greenfield Ridge) possède trois sommets : Canada Hill, à 103 mètres d'altitude, est un relief abrupt au-dessus de la confluence entre le fleuve Connecticut et la Falls River ; Poet's Seat, dominant du haut de ses 150 mètres d'altitude Greenfield à l'ouest et Turners Falls à l'est, est coiffé de la Poet’s Seat Tower ; Sachem Head, à 138 mètres d'altitude, offre un panorama populaire au sud de Rocky Mountain. Au centre, l'arête de Pocumtuck Ridge principalement composée de Trap Rock Ledge et de Pocumtuck Rock, culminant respectivement à 138 mètres et 258 mètres d'altitude, est inclinée en pente douce vers l'est ; ce dernier, constitué de grès, domine les trois kilomètres de falaises qui s'étendent en amont de l'Interstate 91 à l'ouest. Au sud, Sugarloaf Mountain possède deux pics bien distincts : North Sugarloaf Mountain, à 241 mètres d'altitude, avec ses falaises orientée vers le sud et l'ouest, et South Sugarloaf Mountain, à 199 mètres d'altitude, une butte profilée sur un axe nord-sud, au-dessus du cours du fleuve Connecticut à l'est, connue pour sa route automobile historique permettant d'accéder à son sommet par le versant occidental. La Deerfield River coupe la chaîne Pocumtuck entre Rocky Mountain et Pocumtuck Ridge, juste avant de se jeter dans le fleuve Connecticut,.
Au nord de la chaîne Pocumtuck, Metacomet Ridge diminue en une série de collines et petits promontoires boisés non nommés jusqu'à trois kilomètres du tripoint formé par la frontière avec le Vermont et le New Hampshire. Au sud, le relief de Metacomet Ridge disparaît au niveau d'une discontinuité de ses strates dans un intervalle de quatorze kilomètres formé par des plaines sédimentaires, avant de reprendre de la hauteur à la chaîne Holyoke et à la Mount Tom Range.

### Faune et flore
La chaîne Pocumtuck offre une combinaison de microclimats et une variété d'écosystèmes inhabituels pour la région. Le Genévrier de Virginie (Juniperus virginiana), une espèce adaptée aux terrains secs, s'accroche aux rebords des falaises. La flore des versants est plus proche de celle des plateaux et des monts Berkshire adjacents et accueille des espèces animales communes des biotopes northern hardwood forest (littéralement « forêt septentrionale de bois dur ») et oak-hickory forest (littéralement « forêt de chêne et de caryer »). Le Pruche du Canada (Tsuga canadensis) encercle les étroites ravines, empêchant la lumière du soleil d'atteindre le sol et créant des conditions de développement plus froides et humides, y favorisant l'apparition d'espèces végétales associées aux climats froids. Les pentes des talus sont riches en nutriments et recouvertes par de nombreuses espèces adaptées aux sols calcaires, inhabituelles dans la région. Les kilomètres de falaises abruptes rendent les conditions de vie idéales pour les rapaces et Metacomet Ridge est un corridor migratoire saisonnier pour ces oiseaux. Trente-sept espèces de fougères sont présentes sur la chaîne Pocumtuck, ce qui en fait un des écosystèmes les plus riches et variés en la matière dans le Massachusetts. Les montagnes abritent également de grandes populations d’Isotria medeoloides, une plante présente sur la liste de suivi de la Massachusetts Environmental Protection Agency,.
La Massachusetts Audubon Society considère Rocky Mountain comme « exceptionnellement riche dans sa diversité en espèces [d'oiseaux], en particulier durant les migrations […] une zone importante pour la reproduction et l'hivernage ».

### Géologie

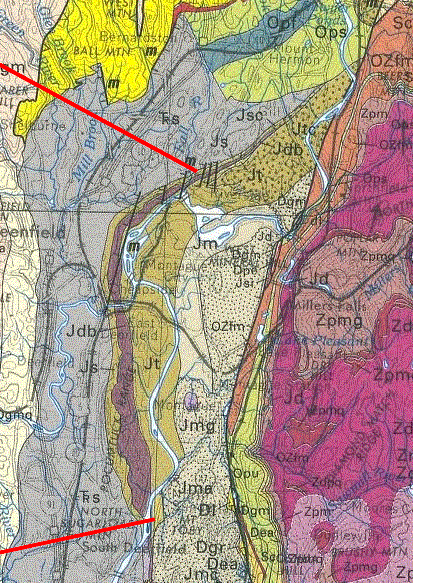
Carte stratigraphique de la chaîne Pocumtuck (extensions délimitées par les traits rouges).
Basalte
Grès
Arkose
Conglomérat

La chaîne Pocumtuck est composée d'« arkose du Sugarloaf », une roche sédimentaire résistante aux intempéries, recouverte par endroits par une fine arête de roche volcanique. L'arkose est très présente à Sugarloaf Mountain et dans les falaises occidentales de Pocumtuck Ridge, alors que le basalte est surtout visible sur les versants septentrional et oriental de Pocumtuck Ridge et le long des crêtes de Rocky Mountain à Greenfield. Le chaînon est une extension discontiguë de Metacomet Ridge. Il est composé des couches inférieures et intermédiaires d'un « mille-feuille géologique ». L'arkose est la roche la plus ancienne et la plus profonde, surmontée par une couche de basalte, puis par une couche plus récente de conglomérat, surtout présent sur la rive gauche du fleuve Connecticut et au mont Toby. Ces strates ont été formées il y a 190 à 210 millions d'années lors de la séparation de la Laurasia et du Gondwana, puis de l'Amérique du Nord et de l'Eurasie, avec l'ouverture d'un rift continental. Une série d'épisodes érosifs et sédimentaires se sont succédé avec des épisodes d'intenses émissions de lave basaltique, créant ce montage géologique. Les failles et les séismes ont contribué au basculement des strates alors que l'érosion, notamment glaciaire, a révélé distinctement les différentes roches visibles de nos jours.

## Activités

### Tourisme

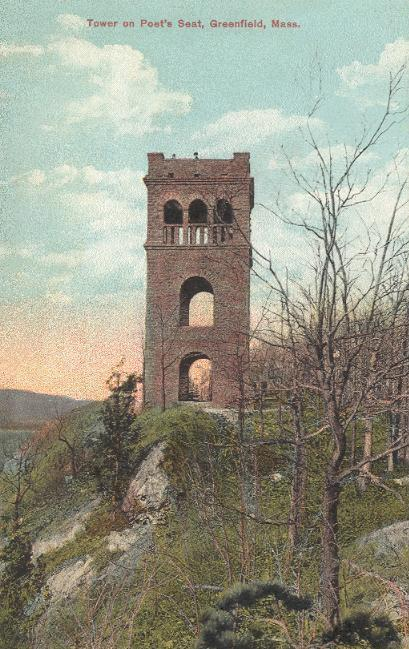
Carte postale datant de 1915 et représentant la Poet’s Seat Tower sur Rocky Mountain.

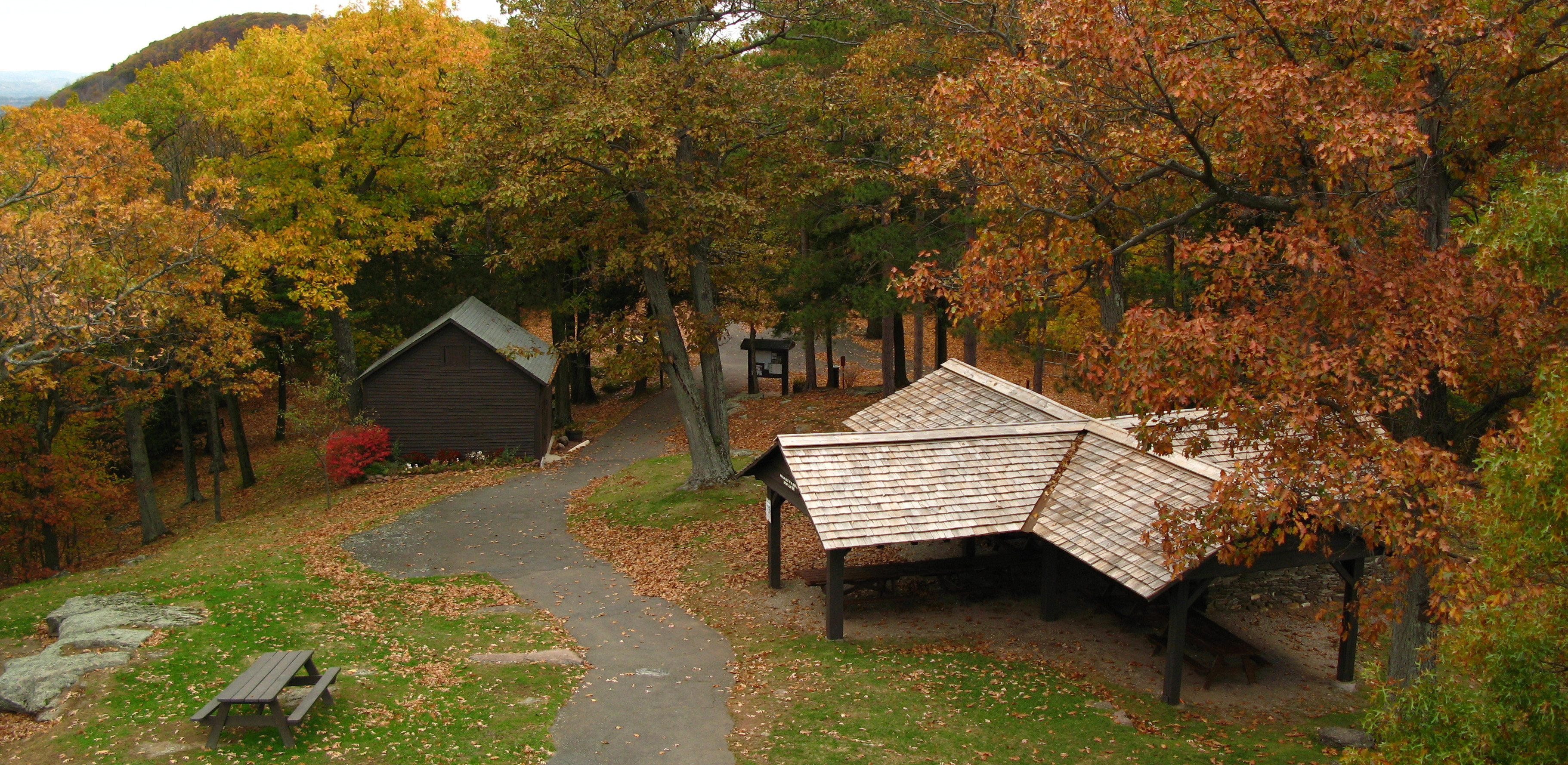
Installations aménagées pour le pique-nique sur Sugarloaf Mountain.

Les activités sportives et récréatives pratiquées sont la randonnée pédestre, le vélo tout terrain, la raquette à neige, le ski de fond, la chasse en saison, l'observation ornithologique et le pique-nique,.
Le Pocumtuck Ridge Trail, sentier de randonnée long de 32 kilomètres, commence au South Sugarloaf et traverse l'arête jusqu'au Poet's Seat. En complément, un réseau de petits sentiers, balisés ou non, sillonne le chaînon, notamment à Sugarloaf Mountain, afin d'accéder à son sommet.
La tour d'observation en grès de Poet’s Seat Tower a été construite en 1912 et baptisée en l'honneur du poète local Frederick Goddard Tuckerman. Chaque année, le feu d'artifice des célébrations du Jour de l'Indépendance est tiré depuis Poet's Seat. La tour est ouverte de manière saisonnière et accessible par un chemin long de 400 mètres le long des crêtes ou par une route à péage. Une plateforme d'observation au bord des falaises de Sachem Head est accessible par le même chemin. À Deerfield, l'internat d’Eaglebrook School fait fonctionner un télésiège, au propre usage de ses pensionnaires, sur le versant occidental de Pocumtuck Ridge. La petite station de sports d'hiver située au nord est désormais fermée, tout comme celle autrefois gérée par la Deerfield Academy sur le versant oriental.

### Menaces et protections environnementales

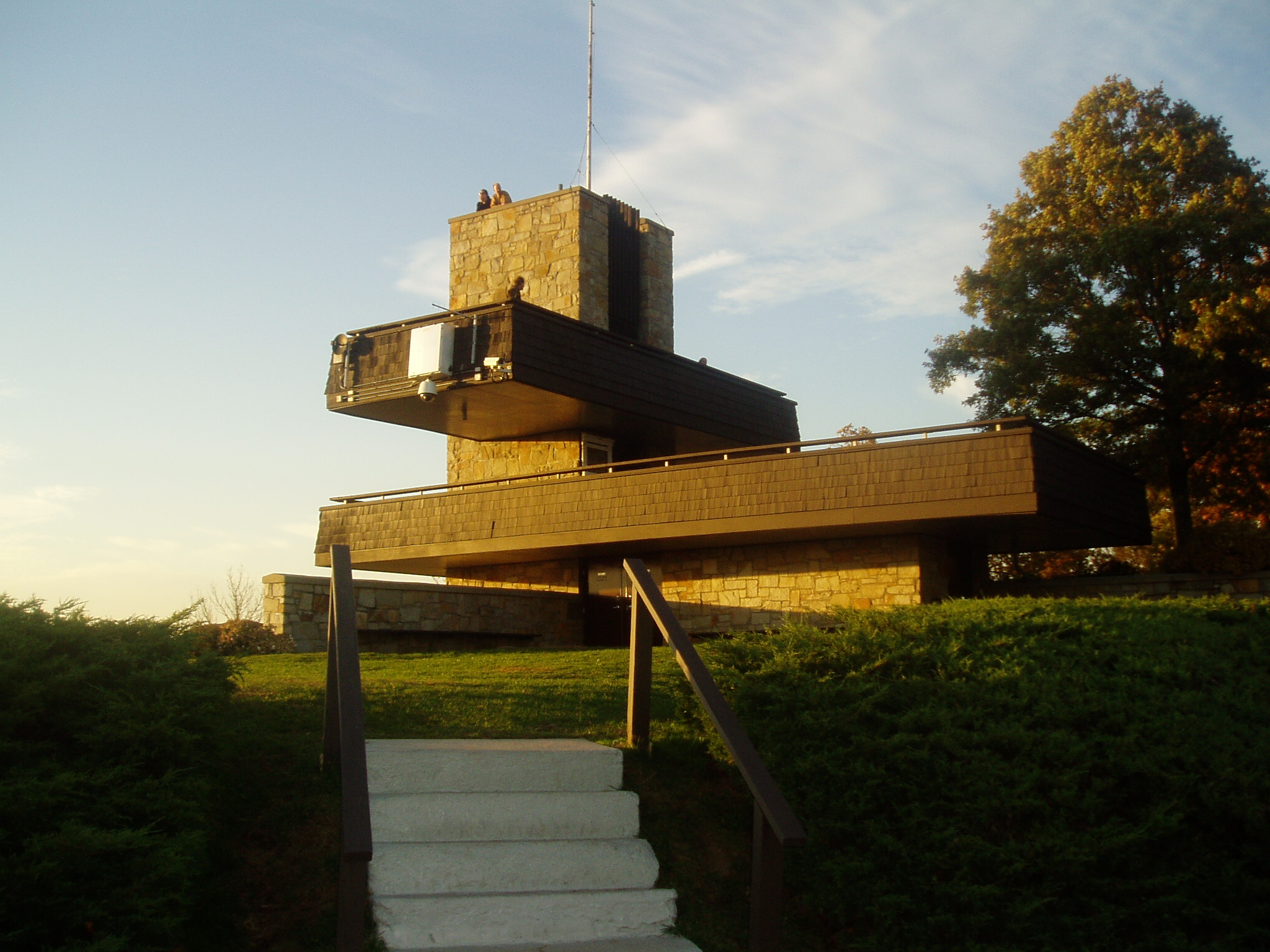
Plateforme d'observation de la Mount Sugarloaf State Reservation.

Sur les 32 kilomètres de l'itinéraire traversé le long des crêtes par le Pocumtuck Ridge Trail, 70 % sont protégés par des propriétés de l'État, des municipalités, des associations ou de privés ayant signé un accord de conservation. Le reste des crêtes et, plus encore, les versants restent dans le domaine privé sans protection.
Sugarloaf Mountain, à l'extrémité méridionale du chaînon, est classée au sein de la Mount Sugarloaf State Reservation ; elle est équipée d'une tour d'observation et son accès par la route est réglementé par un péage. Poet's Seat et les parcs environnants de Rocky Mountain sont gérés par la ville de Greenfield.
La chaîne Pocumtuck est principalement menacée par la proximité des centres urbains et la pénétration de l'étalement urbain, ainsi que par le creusement de carrières. Le Massachusetts Department of Conservation and Recreation et plusieurs associations écologiques locales ont fait de ces montagnes une priorité,.